# Szentgyörgyvári Gyenes Lajos
Szentgyörgyvári Gyenes Lajos (Szentgyörgyvár, 1890. október 14. – Budapest, 1971. november 18.) festőművész, rajztanár, szakíró.

## Életútja
Keszthelyen tette le az érettségi vizsgát, ezután a budapesti Képzőművészeti Főiskolán tanult, ahol rajztanári diplomát szerzett. A budapesti Bulyovszky úti főreáliskolában helyezkedett el mint tanár, ezután Brassóban tanított, majd 1915-től a kolozsvári faipari szakiskola tanár volt. 1918–19-ben iparügyi előadóként dolgozott a Népjóléti Minisztérium Hadigondozó Hivatalában. 1920-tól 1944-ig a budapesti a fa- és fémipari szakiskolában, valamint ipariskolában tanított, 1939-ben kormányfőtanácsosi rangban szolgált. 1912-től a szolnoki művésztelepen tanult állami ösztöndíjjal, ahol mesterei Fényes Adolf és Szlányi Lajos voltak. 1913-tól állította ki festményeit és rézkarcait itthon és külföldön. Járt tanulmányúton Olaszországban. 1917-ben gyűjteményes kiállítása volt Kolozsvárott. 1935-ben a Kereskedelmi Minisztérium megbízásából elkészítette az újpesti textilipari iskola szabadkézi rajzi tanmenetét. 1938-ban létrehozta a Tapolca és Hegyvidéke Barátainak Egyesületét. 1939-től a Képzőművészeti Közlöny és a Pesti Hírlap mellékleteinak szerkesztője volt. A Magyar Képzőművészek Országos Szövetségének igazgatója, majd ügyvezető elnökeként tevékenykedett, a művészek szociális helyzetének javításán dolgozott. Készített színes rézkarcokat, valamint írói munkásságot is kifejtett.